# Stêphanô Dương Tường Thái
Stêphanô Dương Tường Thái (3 tháng 1 năm 1923 - 13 tháng 10 năm 2021, tiếng Trung:楊祥太, tiếng Anh: Stephen Yang Xiang-tai) là một giám mục người Trung Quốc của Giáo hội Công giáo Rôma. Ông hiện đảm nhận vị trí Giám mục chính tòa Giáo phận Vĩnh Niên.

## Tiểu sử
Giám mục Thái sinh năm 1923  thuộc lãnh thổ Trung Quốc. Sau khoàng thời gian dài tu học, năm 1949, ông được thụ phong chức vụ linh mục. Chính quyền Trung Quốc bổ nhiệm linh mục Dương Tường Thái, đã 75 tuổi, làm Giám mục Phó Giáo phận Vĩnh Niên, có quyền kế vị giám mục Gioan Hàn Đỉnh Tường khi giám mục này từ chức hoặc qua đời. Lễ tấn phong cho Tân giám mục diễn ra vào ngày 3 tháng 11 năm 1996. Tòa Thánh ban đầu chưa chuẩn nhận, nhưng sau cái chết giám mục Tường năm 2007, Tòa Thánh đã hiệp thông và chính thức công nhận giám mục Thái là Giám mục chính tòa Vĩnh Niên. Về phía Trung Quốc, chính quyền nước này đã tự động công nhận giám mục Thái làm Giám mục chính tòa vào năm 1999.
Ông qua đời ngày 13 tháng 10 năm 2021, không lâu sâu lễ mừng sinh nhật thứ 99 tuổi.

## Hình ảnh khác

Huy hiệu GM Dương Tường Thái